# Pál Jávor (football)
Pour les articles homonymes, voir Pál Jávor.
Pál Jávor (né le 5 février 1907 à Újpest en Autriche-Hongrie et mort le 5 février 1989 à Budapest en Hongrie) est un joueur et entraîneur de football hongrois.
Il est surtout connu pour avoir terminé meilleur buteur du championnat de Hongrie durant la saison 1933 avec 31 buts.